# 得栄県
得栄県（とくえい-けん、デロン、sde rong）は中国四川省カンゼ・チベット族自治州南西端に位置する県。

## 概要
面積は2,916平方kmとカンゼ・チベット族自治州で一番小さく、人口も2万人ほどしかいない。人口の4分の3近くをチベット族が占め、ほかには漢族、イ族、回族、羌族などがいる。デロンとはチベット語で峡谷を意味する。

## 地理
東と南は雲南省シャングリラ市に接し、西は金沙江を隔てて雲南省徳欽県に面し、北はカンゼ州の郷城県と巴塘県に接している。金沙江の谷と沙魯里山脈の高山が対照的な地勢で、最高峰は嘎金雪山で海抜4,921mに達し、谷底との差は3000m近くある。

## 行政区画
| 区分 | 数 | 名称                          |
| ---- | -- | ----------------------------- |
| 鎮   | 4  | 瓦卡 白松 日雨 太陽谷         |
| 郷   | 6  | 徐龍 奔都 八日 古学 貢波 茨巫 |

## 経済
デロンの主な産業は農業と手工業で、林業や鉱業も盛ん。穀物のほか各種果物や薬草を産する。

## 健康・医療・衛生
- 得栄人民医院